# Izjaslav I di Kiev
Izjaslav I Jaroslavič (nella Saga norrena Harald, in russo Изяслав I Яарославич?) (1024 – 1078) è stato Gran Principe di Kiev dal 1054 al 1068, dal 1069 al 1073 e dal 1077 al 1078.
Maggiore tra i figli di Jaroslav I, fu uno degli autori della Pravda Jaroslavičej che è parte del primo codice di leggi russo chiamato Russkaja Pravda.

## Biografia
Izjaslav era il figlio maggiore di Jaroslav il Saggio e della sua seconda moglie Ingegerd Olofsdotter. Izjaslav successe al padre, dopo che il suo primogenito, Vladimir (l'unico nato dalla prima moglie), era morto prima del padre. Izjaslav fu uno degli autori della Pravda Jaroslavičej – una parte del primo codice delle leggi della Rus', chiamato Russkaja Pravda.
A lui è anche attribuita la fondazione del monastero delle grotte di Kiev. Il principe Izjaslav I di Kiev cedette l'intera montagna ai monaci antoniti che fondarono un monastero costruito dagli architetti da Costantinopoli. Secondo la Cronaca degli anni passati, all'inizio del XI secolo, Sant'Antonio di Kiev, un monaco greco ortodosso del monastero di Esphigmenou sul monte Athos, proveniente da Ljubeč nel principato di Černihiv, fece ritorno in Rus' e si insediò a Kiev come missionario della tradizione monastica alla Rus' di Kiev. Scelse una grotta nel monte Berestov che sorvegliava sul fiume Dnepr e presto si sviluppò una comunità di discepoli.
Nel 1043 il gran principe e suo padre Jaroslav strinse un accordo con il re Casimiro I di Polonia nel quale fu riconosciuto Čėrven' come parte di Kiev. L'accordo fu siglato con un doppio matrimonio. Casimiro con Dobronega, sorella di Jaroslav, e Izjaslav con Gertrude, sorella di Casimiro. Da questo matrimonio nacquero tre figli: Jaropolk, Mstislav e Sviatopolk. Dopo la morte di Jaroslav il Saggio, il suo regno fu diviso fra tre dei suoi figli maggiori (eccetto Vladimir di Novgorod che era già morto), Izjaslav, Svjatoslav, e Vsevolod, che crearono il cosiddetto triumvirato dei figli di Jaroslav che governò il paese nei successivi vent'anni.
Come conseguenza della rivolta popolare del 1068, Izjaslav fu deposto e fuggì in Polonia. Nel 1069 riconquistò Kiev con l'aiuto dell'esercito polacco; tuttavia, fu espulso nuovamente dai suoi fratelli nel 1073. In più occasioni Izjaslav chiese aiuto all'imperatore dei Romani Enrico IV, il re polacco Boleslao II l'Ardito e il papa Gregorio VII. Izjaslav diventò il primo re della Rus' nel 1075 quando il papa gli inviò una corona. Riuscì a prendere Kiev un'altra volta nel 1076, ma morì in una guerra intestina contro i principi Oleg Svjatoslavič e Boris Vâčeslavič.

## Famiglia
Izjaslav fu figlio di Jaroslav I, detto il Saggio e di Ingegerd Olofsdotter, nonché fratello maggiore di Svjatoslav, Vsevolod, Igor', e Vyačeslav.
Sposò Gertrude di Polonia, figlia di Miezsko II di Polonia e Richeza di Lotaringia. Essi ebbero:
- Jaropolk Izjaslavič
- Svjatopolk II di Kiev
- Mstislav Izjaslavič
- Ed una figlia, Eupraxia

## Ascendenza
|                       |                    |                     | Genitori |  |  | Nonni |  |  | Bisnonni             |  |  | Trisnonni     |  |
|                       |                    |                     |          |  |  |       |  |  | Svjatoslav I di Kiev |  |  | Igor' di Kiev |  |
|                       |                    |                     |          |  |  |       |  |  | Svjatoslav I di Kiev |  |  | Igor' di Kiev |  |
|                       |                    | Olga di Kiev        |          |  |  |       |  |  | Svjatoslav I di Kiev |  |  |               |  |
| Vladimir I di Kiev    |                    |                     |          |  |  |       |  |  | Svjatoslav I di Kiev |  |  |               |  |
|                       |                    | Maluša              | …        |  |  |       |  |  |                      |  |  |               |  |
|                       |                    | Maluša              | …        |  |  |       |  |  |                      |  |  |               |  |
|                       |                    | Maluša              | …        |  |  |       |  |  |                      |  |  |               |  |
| Jaroslav I di Kiev    |                    | Maluša              |          |  |  |       |  |  |                      |  |  |               |  |
|                       |                    | Ragnvald            | …        |  |  |       |  |  |                      |  |  |               |  |
|                       |                    | Ragnvald            | …        |  |  |       |  |  |                      |  |  |               |  |
|                       |                    | Ragnvald            | …        |  |  |       |  |  |                      |  |  |               |  |
| Rogneda di Polack     |                    | Ragnvald            |          |  |  |       |  |  |                      |  |  |               |  |
|                       |                    | …                   | …        |  |  |       |  |  |                      |  |  |               |  |
|                       |                    | …                   | …        |  |  |       |  |  |                      |  |  |               |  |
|                       |                    | …                   | …        |  |  |       |  |  |                      |  |  |               |  |
| Izjaslav I di Kiev    |                    | …                   |          |  |  |       |  |  |                      |  |  |               |  |
|                       | Eric il Vittorioso | Björn III di Svezia |          |  |  |       |  |  |                      |  |  |               |  |
|                       | Eric il Vittorioso | Björn III di Svezia |          |  |  |       |  |  |                      |  |  |               |  |
|                       | Eric il Vittorioso | …                   |          |  |  |       |  |  |                      |  |  |               |  |
| Olof III di Svezia    | Eric il Vittorioso |                     |          |  |  |       |  |  |                      |  |  |               |  |
|                       |                    | Sigrid la Superba   | …        |  |  |       |  |  |                      |  |  |               |  |
|                       |                    | Sigrid la Superba   | …        |  |  |       |  |  |                      |  |  |               |  |
|                       |                    | Sigrid la Superba   | …        |  |  |       |  |  |                      |  |  |               |  |
| Ingegerd Olofsdotter  |                    | Sigrid la Superba   |          |  |  |       |  |  |                      |  |  |               |  |
|                       |                    | …                   | …        |  |  |       |  |  |                      |  |  |               |  |
|                       |                    | …                   | …        |  |  |       |  |  |                      |  |  |               |  |
|                       |                    | …                   | …        |  |  |       |  |  |                      |  |  |               |  |
| Estrid degli Obotriti |                    | …                   |          |  |  |       |  |  |                      |  |  |               |  |
|                       |                    | …                   | …        |  |  |       |  |  |                      |  |  |               |  |
|                       |                    | …                   | …        |  |  |       |  |  |                      |  |  |               |  |
|                       |                    | …                   | …        |  |  |       |  |  |                      |  |  |               |  |
|                       |                    | …                   |          |  |  |       |  |  |                      |  |  |               |  |